# Irbis (sovrano)
Irbis Ashina (Itil, 610? – 650?) fu un sovrano khazaro.
Egli fu Gran Khan dell'Impero di Khazaria della Dinastia Ashina che regnò attorno al 650. Il suo predecessore fu probabilmente Böri Shad, mentre il suo successore fu Khalga.